# قرار صلاحيات الحرب
قرار صلاحيات الحرب (المعروف أيضًا باسم قرار صلاحيات الحرب لعام 1973 أو قانون صلاحيات الحرب) (الباب رقم 50 من قانون الولايات المتحدة 1548-1541) هو قانون فيدرالي يهدف إلى التحقق من سلطة الرئيس الأمريكي في إلزام الولايات المتحدة بنزاع مسلح دون موافقة الكونغرس الأمريكي. اعتُمد القرار في صورة قرار مشترك بين كونغرس الولايات المتحدة. ينص القرار على أنه لا يمكن للرئيس إرسال القوات المسلحة الأمريكية لأداء مهام بالخارج إلا بإعلان الحرب من قبل الكونغرس، «تفويض قانوني»، أو في حالة «حالة طوارئ وطنية نشأت عن هجوم على الولايات المتحدة، أو أراضيها، أو ممتلكاتها، أو قواتها المسلحة».
يلزم قرار صلاحيات الحرب الرئيس إخطار الكونغرس في غضون 48 ساعة من توجيه القوات المسلحة لعمل عسكري، ويمنع القوات المسلحة من البقاء لأكثر من 60 يومًا، مع فترة انسحاب أخرى تمتد لثلاثين يومًا، دون إذن الكونغرس لاستخدام الولايات المتحدة القوة العسكرية أو إعلان الحرب. مُرر القرار بنسبة الثلثين من مجلسي النواب والشيوخ، متجاوزًا لفيتو الرئيس ريتشارد نيكسون على مشروع القانون.
زُعِم أن قرار صلاحيات الحرب قد انُتهك سابقًا، كانتهاك الرئيس بيل كلينتون في عام 1999، أثناء حملة القصف في كوسوفو. رفض الكونغرس هذه الأحداث، ولكن لم يسفر أي منها عن اتخاذ أي إجراءات قانونية ناجحة ضد الرئيس بسبب الانتهاكات المزعومة.

## خلفية
يجري تقاسم قرار صلاحيات الحرب بحسب دستور الولايات المتحدة. بحسب البند رقم 8 من المادة الأولى، يتمتع الكونغرس بسلطة ما يلي:
- إعلان الحرب.
- منح تفويض رد الاعتداء والانتقام (أي منح الرخصة للمواطنين العاديين للاستيلاء على سفن العدو).
- حشد ودعم الجيوش (لمدة تصل إلى عامين في المرة الواحدة)
- تزويد ودعم سلاح البحرية.
- وضع قواعد للحكومة وتنظيم القوات البرية والبحرية.
- استدعاء ميليشيا الولايات المتحدة.
- وضع القواعد المتعلقة بالاستيلاء على الأراضي والمياه.
- تنظيم ميليشيا الولايات المتحدة وتسليحها وضبط سلوكها.
- إدارة الميليشيا وتوظيفها بما يخدم الولايات المتحدة.

ينص البند رقم 8 كذلك على أن للولايات سلطة ما يلي:
تعيين ضباط الميليشيا.
تدريب الميليشيا وفقًا للانضباط الذي يحدده الكونغرس.
ينص البند رقم 2 من المادة الثانية على ما يلي:
«الرئيس هو القائد العام لجيش وبحرية الولايات المتحدة، وميليشيا عدة ولايات، عند الاستدعاء لخدمة الولايات المتحدة».
من المتفق عليه أن دور القائد الأعلى يخول الرئيس سلطة صد الهجمات ضد الولايات المتحدة، ويجعل الرئيس مسؤولًا عن قيادة القوات المسلحة. للرئيس الحق في توقيع أو نقض قرارت الكونغرس، كإعلان الحرب، ويجوز للكونغرس تجاوز أي فيتو رئاسي من هذا القبيل. لدى الكونغرس، بالإضافة إلى ذلك، القدرة على عزل الرئيس وإقالته بتهمة الخيانة، إذا وفرت أفعال الرئيس (أو تقصيراته) «المساعدة» للأعداء أو شن الحرب ضد الولايات المتحدة. أما بالنسبة للإجراءات التي لا ترقى إلى الخيانة، فيمكن عزل الرئيس بسبب «الرشوة، أو غيرها من الجرائم والجنح الكبيرة»، وقد تركت المحكمة العليا تعريف تلك الجرائم للكونغرس. من أجل ذلك جرى تقاسم صلاحيات الحرب عن قصد بين الكونغرس والسلطة التنفيذية لمنع أي إجراء تنفيذي أحادي يتعارض مع رغبات الكونغرس، واشتراط أغلبية عظمى للإجراءات التشريعية التي تتعارض مع رغبات الرئيس.

## نبذة تاريخية

### خلفية القرار وتمريره
وجدت الولايات المتحدة نفسها، خلال حرب فيتنام، متورطة لسنوات عديدة في صراع حاد دون إعلان حرب. شعر العديد من أعضاء الكونغرس بالقلق إزاء تضاؤل سلطة الكونغرس في اتخاذ القرار بشأن متى يجب على الولايات المتحدة المشاركة في حرب أو استخدام القوات المسلحة بما يؤدي إلى نشوب حرب. كان الدافع وراء ذلك تسرب أخبار عن قيام الرئيس نيكسون بتفجيرات سرية لكمبوديا أثناء حرب فيتنام دون إخطار الكونغرس.
مُرر قرار صلاحيات الحرب من مجلسي النواب ومجلس الشيوخ، ولكن نقضه الرئيس ريتشارد نيكسون. ألغى الكونغرس حق النقض، بأغلبية الثلثين في كل مجلس، وسن القرار المشترك ليصبح قانونًا في 7 نوفمبر 1973.

### إيران 2020
أخطر البيت الأبيض الكونغرس رسميًا، في 4 يناير 2020، بأنه نفذ ضربة بطائرة بدون طيار ضد الجنرال الإيراني قاسم سليماني في اليوم السابق. قالت نانسي بيلوسي، رئيسة مجلس النواب، أن الوثيقة بأكملها سرية وأنها «تثير أسئلة أكثر مما تقدم من أجوبة». قال ميتش ماكونيل، زعيم الأغلبية في مجلس الشيوخ، أنه سيعد ملف سري بالقضية ويقدمه لجميع أعضاء مجلس الشيوخ.
كان السناتور تيم كين قد قدم بالفعل مقترحًا لمنع القوات المسلحة الأمريكية أو أي جزء من الحكومة من استخدام أعمال عدائية ضد إيران. قدم السيناتور بيرني ساندرز والنائب رو خانا مقترحًا بشأن مكافحة التمويل في 3 يناير أيضًا.
ذكرت إدارة ترامب أن الهجوم على قاسم سليماني نُفذ وفقًا لقرار صلاحيات الحرب بموجب قرار الإذن باستخدام القوة العسكرية ضد الإرهابين لعام 2001. كانت الجوانب القانونية لاستخدام الإذن باستخدام القوة العسكرية ضد الإرهابين، في صراعات لا نهاية لها، مصدرًا للنقاش.
مرر مجلس الشيوخ، في 13 فبراير 2020، قرارًا مشابهًا، على نحو ملزم من الناحية القانونية، بأغلبية 55 صوتًا مقابل 45. استخدم ترامب حق النقض ضد قرار مجلس الشيوخ في 6 مايو 2020، مشيرًا إلى أن القرار بعني ضمنًا، وعلى نحو خاطئ، «اقتصار سلطة الرئيس الدستورية في استخدام القوة العسكرية القوة على الدفاع عن الولايات المتحدة وقواتها ضد هجوم وشيك». ذكر كين أن حق النقض الذي استخدمه ترامب قد يؤدي إلى «حروب لا نهاية لها» و«حرب غير ضرورية في الشرق الأوسط».